# الیور کلمت
الیور کلمت (آلمانی: Oliver Klemet؛ زادهٔ ۱۸ مارس ۲۰۰۲) شناگر اهل آلمان است.
وی در مسابقات کشوری و بین‌المللی در مجموع برندهٔ ۱ مدال طلا، ۱ مدال نقره، ۱ مدال برنز شده است.